# Krępa Górna
Krępa Górna – wieś sołecka w Polsce, położona w województwie mazowieckim, w powiecie lipskim, w gminie Lipsko.
| SIMC    | Nazwa       | Rodzaj    |
| ------- | ----------- | --------- |
| 0628170 | Krępa Dolna | część wsi |
| 0628187 | Stoki       | część wsi |

W latach 1975–1998 miejscowość administracyjnie należała do województwa radomskiego.
Wierni Kościoła rzymskokatolickiego należą do parafii Świętych Apostołów Piotra i Pawła w Krępie Kościelnej.